# Claude Luisier
 (août 2025).
Motif : Vérifier la notoriété (autre que locale ?) de ce fromager devenu tiktokeur.
- Archive Wikiwix
- Bing
- Cairn
- DuckDuckGo
- E. Universalis
- Gallica
- Google
- G. Books
- G. News
- G. Scholar
- Persée
- Qwant
- (zh) Baidu
- (ru) Yandex
- (wd) trouver des œuvres sur Wikidata

| 1. | Préciser le motif de la pose du bandeau. | Précisez le motif de la pose du bandeau en utilisant la syntaxe suivante : {{admissibilité à vérifier\|date=août 2025\|motif=remplacez ce texte par le motif}}                      |
| 2. | Informer les utilisateurs concernés.     | Pensez à avertir le créateur de l'article, par exemple, en insérant le code ci-dessous sur sa page de discussion : {{subst:avertissement admissibilité à vérifier\|Claude Luisier}} |

Claude Luisier, né en 1955 à Leytron, est un restaurateur, traiteur, fromager affineur et vidéaste web suisse.  

## Origines
Claude Luisier naît en 1955 à Ovronnaz, au sein d'une famille de restaurateurs. Il est le premier garçon d'une fratrie de cinq enfants. En 1960, ses parents construisent le restaurant La Promenade, à Ovronnaz, où il commence à racler le fromage en 1963, alors qu'il n'a que 8 ans. 

## Formation
Après avoir obtenu sa maturité classique en latin au Collège Saint-Michel de Fribourg en 1975, il décide de se lancer dans des études d'hôtellerie-restauration. En 1976, il entre à l'École hôtelière de Lausanne, dont il sort diplômé en 1979. 

## Carrière professionnelle
En 1985, il ouvre son propre restaurant, Le Vieux Bourg, à Saillon. « Ses plats avec 40 sortes de fromage » y rencontrent « un certain succès », note Le Nouvelliste.  

### Luisier Affineur
En 1995, il devient fromager après le rachat de la maison bicentenaire — et des caves — de sa grand-mère et une formation (sans diplôme) à l'école d'agriculture de Châteauneuf,,,. C'est le début de l'aventure Luisier Affineur.  
En 2021, la fille de la compagne de son deuxième fils et successeur désigné, Michel, lui suggère de partager sa passion des fromages sur les réseaux sociaux. Michel, lui-même vidéaste web sous le nom de Kaizen Lane, crée alors le compte TikTok @luisieraffineur, qui rencontre un succès fulgurant, dépassant le million d'abonnés en moins d'un an,,,,. Les effets sont très positifs sur le chiffre d'affaires de l'entreprise familiale, avec des ventes doublées en moins de deux ans.    
En 2023, il sort La Fromagerie, un livre, initialement tiré à 10 000 exemplaires, dans lequel il revient sur ses coups de cœur fromagers et livre des recettes originales,.

## Vie privée
En 1984, il épouse Anne, rencontrée pendant ses études à l'École hôtelière de Lausanne. Le couple a trois enfants.